# Raad voor de Kunst
De Raad voor de Kunst was een Nederlands adviesorgaan en werd officieel ingericht in 1956 op basis van de Wet op de Raad voor de Kunst. Deze raad was in voorlopige vorm ontstaan in 1947 mede op voorspraak van de Federatie van Kunstenaarsverenigingen en heette toen nog de Voorlopige Raad voor de Kunst. Leden van de voorlopige Raad werden door de Kroon benoemd, na 1956 vond de benoeming van leden grotendeels plaats op voordracht van de belangrijkste kunstorganisaties.
In 1996 fuseerde de Raad voor de Kunst tezamen met de Raad voor Cultuurbeheer, de Mediaraad en de Raad van Advies voor Bibliotheekwezen en Informatieverzorging tot de Raad voor Cultuur.

## Bekende leden
- Femke Boersma
- Jo Cals
- Jan Kassies
- Reinbert de Leeuw
- Benno Premsela
- Digna Sinke